# Binnenstad (Zwolle)

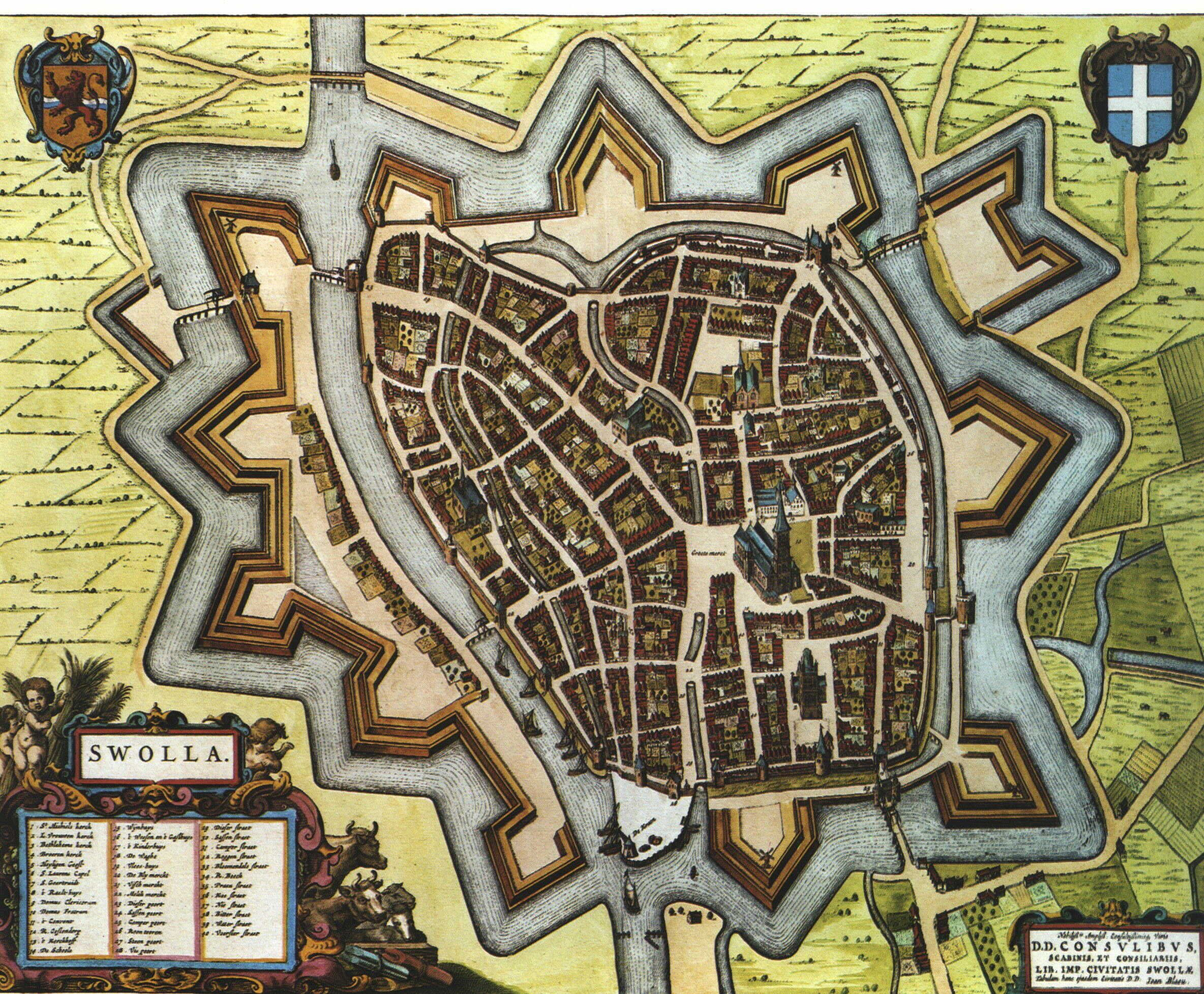
Het oude stadshart van Zwolle in 1652

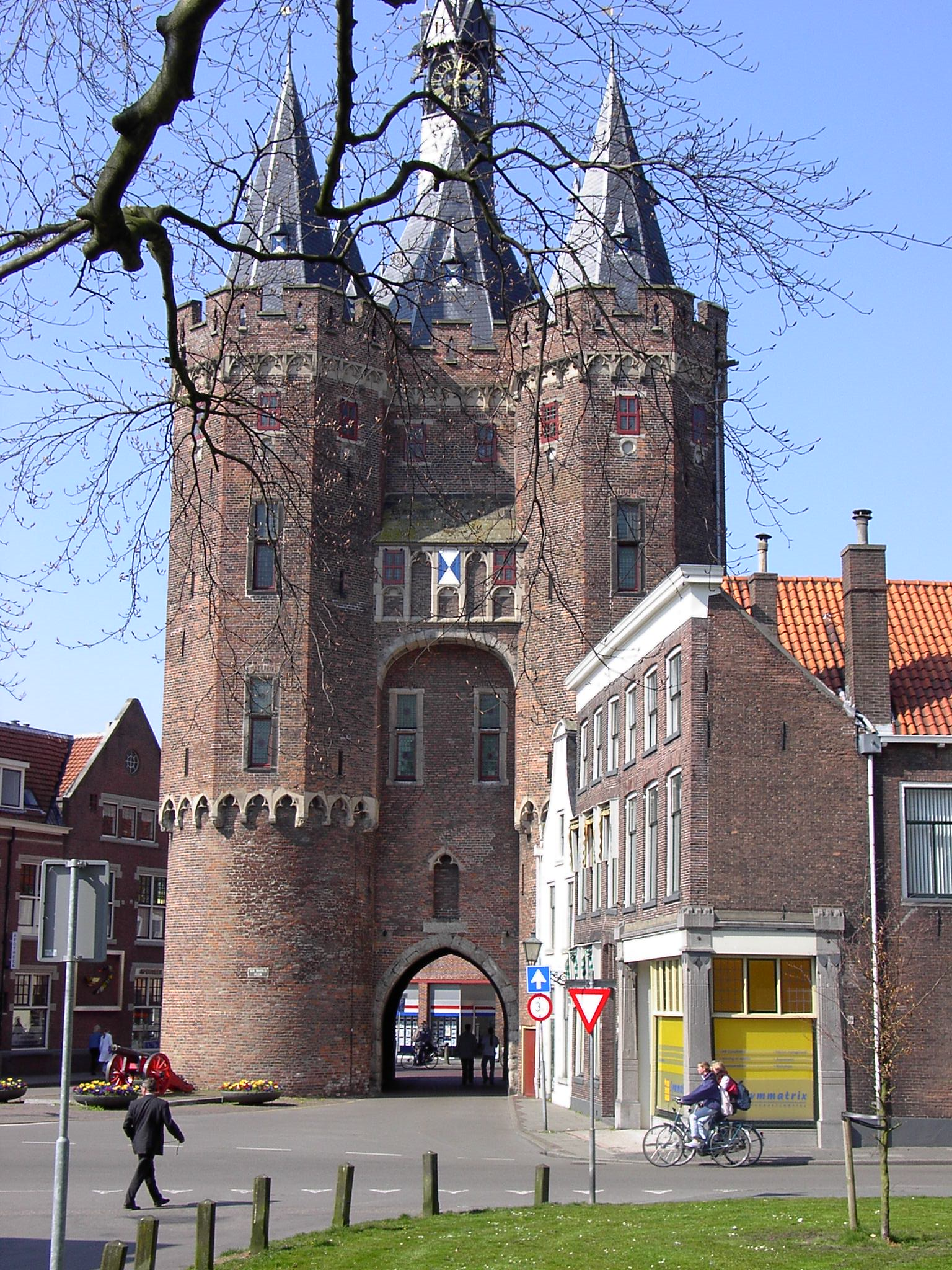
Opvallend is de Sassenpoort waarmee de binnenstad vroeger (net als de inmiddels verdwenen Diezerpoort en Kamperpoort) binnengegaan kon worden.

De binnenstad van Zwolle is een autoluwe wijk (met CBS wijknummer 10) in het oude centrum van de stad. Het gebied wordt begrensd door de voormalige stadsmuren en grachten. Het is een wijk waar tegenwoordig met name winkelgebied is gelegen, zoals in de Sassenstraat, de Diezerstraat, de Oude Vismarkt, de Luttekestraat, de Melkmarkt, het Grote Kerkplein, het Rodetorenplein en de Grote Markt.

## Beknopte geschiedenis
Zwolle ontstond als nederzetting in de middeleeuwen op een dekzandrug tussen de IJssel en de Overijsselse Vecht aan het riviertje de Aa. Dit was een hoger gelegen en bewoonbare plek in het verder moerassige landschap. Zo'n plek werd destijds een 'suolle' genoemd, hetgeen later veranderde tot Zwolle. Deze dekzandrug is nog altijd zichtbaar door de hoogteverschillen in de stad. Zo ligt de Sassenstraat hoger dan het Grote Kerkplein. Het hoogteverschil is het duidelijkst in de Tijlspassage tussen de Voorstraat en de Melkmarkt. Hier zijn traptreden aangelegd om het hoogteverschil op te vangen.
De oudste schriftelijke vermelding van Zwolle komt voor in een oorkonde uit 1040, waarin een aan Sint Michaël gewijde parochiekerk die zich bevond op de plaats waar nu de Grote Kerk staat, door de bisschop van Utrecht aan het kapittel van Deventer werd geschonken.
In 1230 kreeg Zwolle op de Spoolderberg stadsrechten van haar landsheer, de Utrechtse bisschop Wilbrand van Oldenburg, als dank voor hulp bij het bouwen van een burcht in Hardenberg. Dit naar aanleiding van de Slag bij Ane. Er werden nu aarden verdedigingswerken aangelegd en hiermee begon de groei van Zwolle. Marktrecht werd verkregen in het jaar 1265.
In 1324 werd de stad in brand gestoken door Zweder, Heer van Voorst, die door Zwolles voorspoedige groei zijn machtspositie ondergraven zag. De stad werd snel herbouwd en omringd door ditmaal een stenen muur; ook de gevels van de huizen werden nu van steen opgetrokken. In 1361 probeerde de Heer van Voorst nog eenmaal de stad in brand te steken, maar dit lukte slechts ten dele.
De hanzestad Zwolle was begin 15e eeuw in haar bloeitijd als handelsstad. In 1407 werd Zwolle als volwaardig lid van het machtige stedenverbond van de Noord-Duitse Hanze toegelaten. De grote omvang van de stadspoort (de Sassenpoort) stond voor de rijkdom van Zwolle in die periode.
Het stadshart kent nog vele gebouwen uit vroeger tijden. Ook zijn delen van de stadsmuren, wallen en grachten in oude glorie hersteld.

## Bezienswaardigheden
De binnenstad kent vele historische gebouwen en bezienswaardigheden, zoals
- diverse kerken
- een bioscoop
- de theaters Odeon, De Spiegel en het Papenstraattheater
- musea, waaronder Stedelijk Museum Zwolle en Museum De Fundatie
- het conservatorium (in het voormalige Broerenklooster naast de Librije) aan de stadsmuur
- het stadhuis
- park de Eekwal.

Een opvallend gebouw in de binnenstad is de 75 meter hoge Peperbus (de kerktoren van de Onze Lieve Vrouwe Kerk) die van ver buiten de stad zichtbaar is.

## Buurten
Het gebied kent drie aparte 'buurten', die gescheiden worden door respectievelijk de Melkmarkt/Diezerstraat, en de Thorbeckegracht:
- Binnenstad-Zuid
- Binnenstad-Noord
- Noordereiland en daarnaast de buurt Dieze-Centrum.